# Sibley (Missouri)
Pour les articles homonymes, voir Sibley.
Sibley est un village du comté de Jackson, dans le Missouri, aux États-Unis,. Situé au nord-est du comté, il est incorporé en 1957.

## Démographie
Lors du recensement de 2010, le village comptait une population de 357 habitants. Elle est estimée, en 2016, à 360 habitants.

## Source de la traduction
- (en) Cet article est partiellement ou en totalité issu de l’article de Wikipédia en anglais intitulé « Sibley, Missouri » (voir la liste des auteurs).